# Fort bij Asperen
Het Fort bij Asperen (ook wel Fort Asperen) is een fort dat onderdeel was van de Nieuwe Hollandse Waterlinie en is gelegen in Acquoy (ten zuidoosten van Asperen) in de gemeente West Betuwe in de Nederlandse provincie Gelderland. Het draagt de naam Fort bij Asperen daar het fort pal naast het voormalig stadje Asperen lag. Het torenfort is gelegen langs een dijk van de Linge (rivier) die een doorgang (acces) van de Waterlinie is.
Rondom het Torenfort ligt een gracht en het fort is daardoor bereikbaar middels een loopbrug. Het drie verdiepingen tellende bakstenen gebouw bestaat uit buitenmuren van anderhalve meter dik. De drie verdiepingen bestaan uit een kelder, begane grond met geweerschietgaten, een eerste etage met kanonschietgaten en geheel bovenop een aarden bovenbatterij. Het gehele complex is nog steeds voor bezoekers opengesteld van april tot en met oktober. 
In het torenfort zijn slaapvertrekken, een apotheek en ziekenboeg, een bergplaats voor vlees en een reservoir voor de opvang van regenwater aanwezig. Het hemelwater vroeger sijpelde door de aarden laag op het dak, waarna het drinkbare water via druipkokers in het reservoir in de kelder terechtkwam. In 1881 werd een contrescarp, die de toren opnieuw bomvrij moest maken, bijgebouwd. Op de begane grond werd een grote stalling voor geschut gebouwd en in de kelder magazijnen voor de opslag van buskruit en projectielen met een vulplaats. Het fort was berekend op 219 man en 14 stukken geschut.
In de Tweede Wereldoorlog deed het fort dienst als doorgangsplaats voor onderduikers. Daarna fungeerde het nog jaren als munitieopslag en ten slotte als oefenterrein voor de dienst Bescherming Bevolking.

## Huidige functie
Het fort is in 2012 volledig gerestaureerd. De Genieloods is volledig verbouwd tot een horecalocatie en heeft een grondige opknapbeurt gekregen. Om meer ruimte te creëren zonder meer bebouwing op het eiland toe te voegen werd aan deze loods een kelder toegevoegd waar ruimte is voor een ruime keuken, toiletgroepen en een ruime vergaderzaal.
Per 1 oktober 2020 is de exploitatie in handen van Fort Events. Door deze erfpachtvergeving vanuit Staatsbosbeheer is per mei 2021 het torenfort gratis toegankelijk voor gasten en is de Loods weer ingericht tot eetgelegenheid. 
toegankelijk voor kleinschalige evenementen en vergaderingen.  
Sinds 26 juli 2021 maakt Fort bij Asperen -doordat het onderdeel uitmaakt van de Nieuwe Hollandse Waterlinie- deel uit van de Werelderfgoedlijst van Unesco.  
Op de bovenkant van het Fort is een unieke koepel te zien die gemaakt is door kinderen uit Leerdam in samenwerking met de Glasfabriek Leerdam.   